# Paul Nash
Paul Nash (Kensington, 11 de maio de 1889 — Boscombe, 11 de julho de 1946) foi um pintor surrealista britânico famoso por seus quadros de guerra e suas paisagens. Foi também fotógrafo, escritor e designer. Paul era um dos mais importantes artistas dedicados a pintar paisagens na primeira metade do século XX e teve um papel fundamental no desenvolvimento do modernismo na arte inglesa. Sua obra mais importante é Equivalents for the megaliths, de 1935.
Nascido em Londres mas criado em Buckinghamshire, desde muito cedo Paul se admirava com as paisagens inglesas. Ingressou na Slade School of Art, mas por não ser tão bom de desenho, acabou se concentrando na pintura paisagística. Paul também se inspirou nas paisagens com elementos de antigas civilizações, túmulos perdidos, ruínas da Idade do Ferro e fortes abandonados como os de Wittenham Clumps e as pedras ritualísticas de Avebury, em Wiltshire. 
As obras que produziu durante a Primeira Guerra Mundial estão entre as mais icônicas imagens do conflito. Depois da guerra, Paul Nash continuou a focar sua arte nas paisagens, em geral de maneira decorativa, mas durante a década de 1930, ele adota um estilo mais surreal e abstrato de pintar. Era comum Paul Nash colocar objetos do cotidiano nas paisagens para lhes dar novo simbolismo e identidade.
Durante a Segunda Guerra Mundial, mesmo acometido de asma, Paul produziu uma série de obras retratando aviões antes produzir pinturas ricas em simbolismo e qualidade. Estes são alguns de seus trabalhos mais conhecidos e reconhecidos pela crítica especializadas. Paul também era ilustrador de livros e designer, trabalhando com pôsteres, tecidos e cenários para o teatro.
Seu irmão mais velho, John Nash, também era pintor.

## Biografia

### Primeiros anos
Paul Nash nasceu em Kensington, a oeste de Londres, em 1902, mas a família se mudou para Iver Heath, em Buckinghamshire quando ele era pequeno. Era filho de William Harry Nash, um proeminente advogado e Caroline Maude Nash, filha de um capitão da Marinha Real Britânica. Acreditava-se que mudar-se de Londres para o interior poderia ajudar Caroline, que apresentava sinais de distúrbios mentais. O tratamento caro de Caroline levou a família a alugar a casa em Iver Heath, enquanto Paul, seu pai e seus irmãos viviam alojamentos precários e frequentavam escolas públicas.
Em fevereiro de 1910, aos 49 anos, Caroline faleceu em uma instituição para doentes mentais. Paul tinha, originalmente, pensado em ingressar na Marinha, seguindo os passos do avô materno, mas mesmo com os bons resultados em seu treinamento como especialista na escola naval, ele não conseguiu passar no teste de admissão e voltou para escola. Encorajado por um colega em St Paul's School, Paul considerou se tornar artista.
Após estudar por um ano na Chelsea College of Art and Design, em Chelsea, ele se matriculou na London College of Communication, no outono de 1908, onde estudou por dois anos e começou a escrever poesia e peças de teatro, atraindo a atenção de Selwyn Image. Seus amigos, o poeta Gordon Bottomley e o pintor William Rothenstein, o aconselharam a estudar na Slade School of Art da University College London, onde Paul se matriculou em outubro de 1910.
Por volta dessa época, a Slade começou a receber um grupo notável de novos artistas, incluindo Paul Nash. Alguns de seus colegas eram Ben Nicholson, Stanley Spencer, Mark Gertler, William Roberts, Dora Carrington, Christopher R. W. Nevinson e Edward Wadsworth. Paul não era muito bom em desenho, o que o levou para a pintura abstrata e de paisagens, muitas vezes em aquarela, influenciada pela poesia de William Blake e nas pinturas de Samuel Palmer e Dante Gabriel Rossetti. Havia dois locais especiais que foram influentes em sua arte, que era a vista da casa de seu pai em Iver Heath e colinas cobertas de árvores no vale do Rio Tâmisa chamadas de Wittenham Clumps. No verão de 1914, Paul já tinha um relativo sucesso e durante o ano trabalhou em oficinas junto de Roger Fry e na restauração dos afrescos de Andrea Mantegna no castelo de Hampton Court.

## Primeira Guerra Mundial

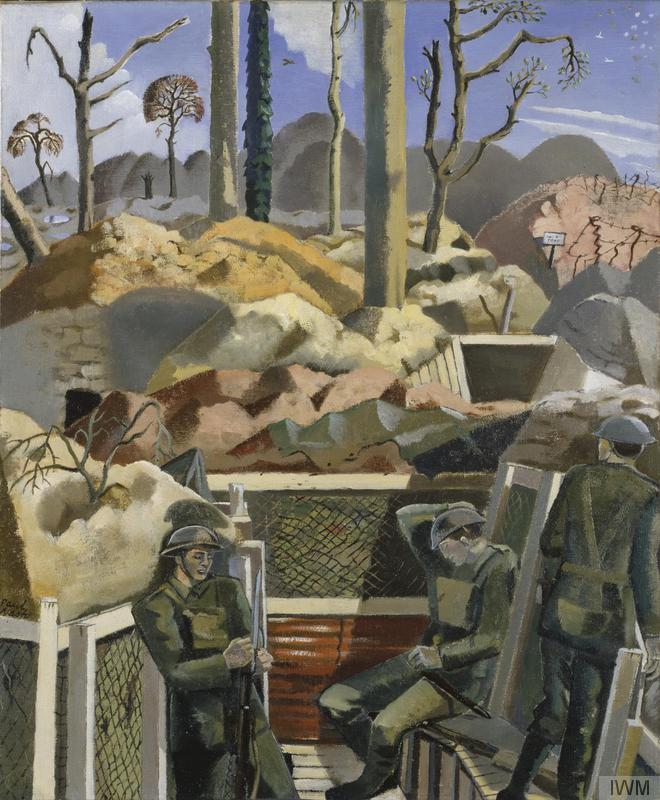
Spring in the Trenches, Ridge Wood, 1917 (1918), coleção do Museu Imperial de Londres

Em 10 de setembro de 1914, pouco depois do início da Primeira Guerra, Paul Nash relutantemente se alistou como cabo no Segundo Batalhão de serviço doméstico, como parte do 28 Regimento Terrestre de Londres. Entre suas funções estavam a de ficar de guarda na Torre de Londres, o que lhe permitiu continuar com suas pinturas e alguns desenhos. Em dezembro do mesmo ano, Paul se casou com Margaret Odeh, membro do movimento sufragista de Oxford, na igreja de St Martin-in-the-Fields, na Trafalgar Square e o casal não chegou a ter filhos.
Paul começou o treinamento para oficial em agosto de 1916 e foi enviado para o fronte ocidental em fevereiro de 1917 como segundo-tenente do Regimento de Hampshire, baseado em St. Eloi, em Ypres Salient, um lugar calmo e tranquilo enquanto Paul esteve lá, sem grandes combates. Paul sabia da destruição e dos conflitos sangrentos em outras regiões, mas conseguiu apreciar a chegada da primavera e a recuperação da paisagem com a chegada da nova estação. No entanto, em 25 de maio de 1917, Paul caiu nas trincheiras, quebrando uma costela e em 1º de junho, incapaz de servir, foi enviado para Londres. Pouco tempo depois, grande parte de seu antigo regimento foi morto em uma emboscada na Batalha de Messines.
Enquanto se recuperava de seu ferimento em Londres, Paul trabalhou em esboços que fez no fronte, produzindo uma série de vários desenhos novos, feitos com tinta, carvão e aquarela, com cenários da guerra. Algumas apresentavam influência do movimento vorticista, mas a maioria se concentrava em paisagens primaveris, muito similares a seus trabalhos antes da guerra. Sua coleção foi bem aceita pela crítica especializada e foi exibida em junho daquele ano na Galeria Goupil. Uma segunda exibição de seus trabalhos foi feita em Birmingham, em setembro de 1917.
Com o sucesso de suas exibições e as críticas positivas, Christopher Nevinson aconselhou a Paul que procurasse Charles Masterman, diretor do Departamento de Propaganda de Guerra, para se tornar artista de guerra oficial do governo. Paul foi enviado para o batalhão de reserva perto de Portsmouth, para se preparar para seu retorno na França quando recebeu a notícia de que seu pedido para se tornar artista oficial tinha sido aprovado.

### Artista oficial de guerra - Bélgica (1917)
Em novembro de 1917, Paul retornou a Ypres Salient como observador uniformizado. Nesta altura, a Terceira Batalha de Ypres já durava três meses e Paul se viu diversas vezes sob fogo inimigo depois de chegar a Flandres. A paisagem de inverno que encontrou era bem diferente daquela na primavera. As trincheiras, canais e diques escavados na paisagem de Ypres alteraram completamente a paisagem e foi destruída pelo constante bombardeio. Meses de chuva incessante levaram à uma inundação generalizada e longas extensões de lama para todos os lados. Paul se sentiu furioso com o desrespeito à natureza. Ele acreditava que a natureza não seria mais capaz de sustentar vida ou se recuperar a tempo da próxima primavera. A guerra e a situação da paisagem que tanto o inspirou o deixaram irritado e desiludido com a guerra, algo evidente em suas cartas para a a esposa.
| “ | Acabei de voltar, ontem à noite, de uma visita ao quartel-general do regimento, e não vou esquecê-la enquanto viver. Vi o mais assustador pesadelo na forma de um país que parece mais concebido por Dante ou por Poe do que pela natureza; indescritível, absolutamente indescritível. Nos quinze desenhos que fiz, posso dar-lhe uma ideia do seu horror, mas apenas estar nela tem o poder de fazer com que você perceba sua natureza terrível e o que nossos homens na França têm de enfrentar. Todos nós temos uma noção vaga dos terrores de uma batalha, e podemos evocá-las com a ajuda de alguns dos correspondentes de guerra mais inspirados e das imagens no "Daily Mirror" do campo de batalha; mas nenhuma pena ou desenho pode transmitir este país - a configuração normal das batalhas que ocorrem dia e noite, mês após mês. O mal e o demônio encarnado sozinhos podem ser os mestres dessa guerra, e nenhum vislumbre da mão de Deus é visto em qualquer lugar. O pôr-do-sol e o nascer do sol são uma blasfêmia, eles são zombarias para o homem, apenas a chuva negra das nuvens machucadas e inchadas, embora a noite escura e amarga esteja em uma atmosfera adequada em tal terra. A chuva continua, a lama fétida se torna mais malignamente amarela, os buracos se enchem de água esverdeada, as estradas e trilhos estão cobertos por lodo, as árvores moribundas escorrem e suam e as bombas nunca param. Somente elas mergulham de cima, arrancando os troncos de árvores podres, quebrando as tábuas das estradas, derrubando cavalos e mulas, aniquilando, dominando, enlouquecendo, elas mergulham nos túmulos e lançam sobre os homens os mortos miseráveis. É indescritível, sem Deus, sem esperança. Eu não sou mais um artista interessado e curioso, sou um mensageiro que trará de volta a palavra dos homens que estão lutando para aqueles que querem que a guerra continue para sempre. Fraca, inarticulada, será minha mensagem, mas terá uma verdade amarga e poderá queimar suas ruins almas. | ” |

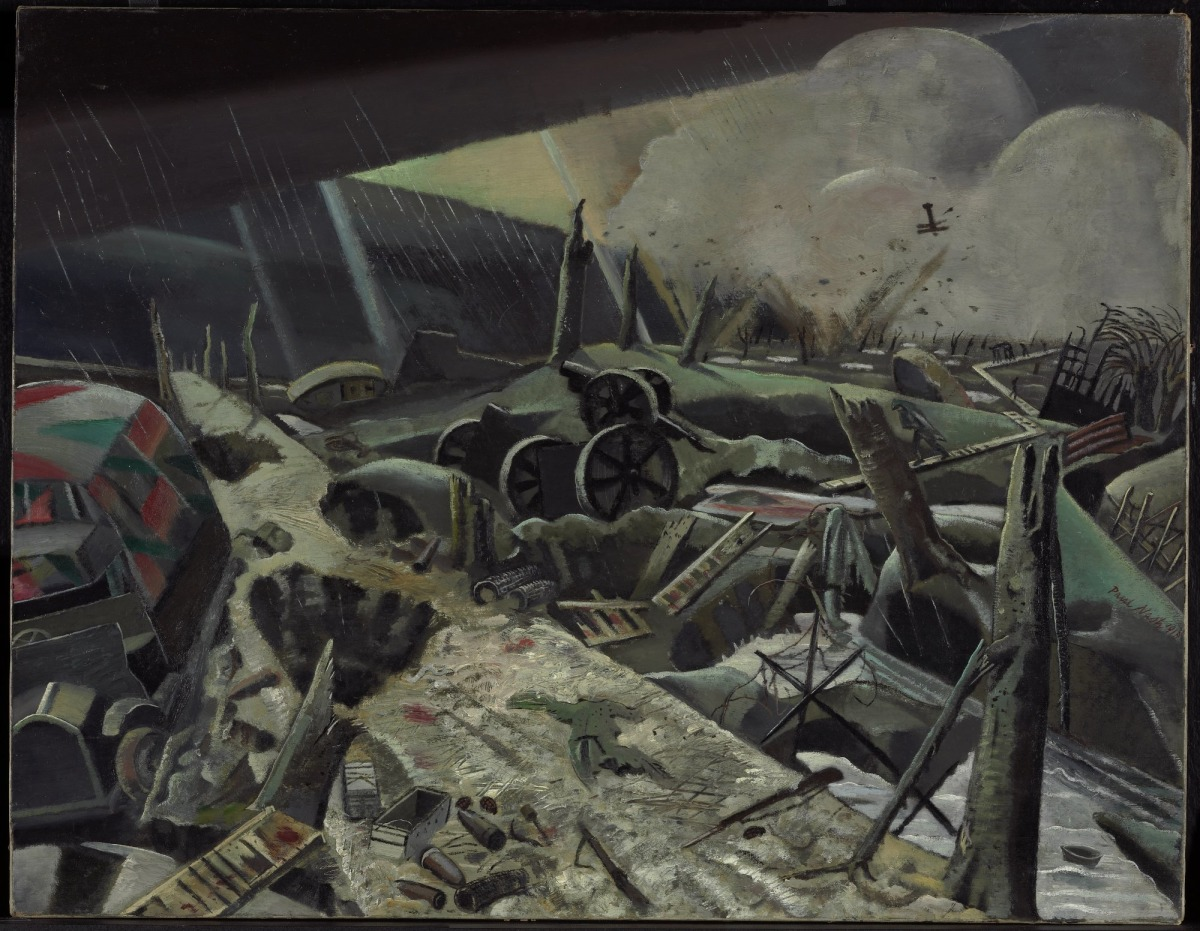
Quadro de Paul Nash, The Void

A ira de Paul era um grande estímulo criativo que o levou a produzir dúzias de esboços todos os dias. Ele trabalhou freneticamente e assumiu vários riscos para chegar o mais perto possível das trincheiras do fronte. Apesar dos riscos, quando surgia uma oportunidade de visitar por mais uma semana um determinado lugar, ou para trabalhar com equipes estrangeiras, Paul logo agarrava a chance. Ele acabou retornando à Inglaterra em 7 de dezembro de 1917.

## Morte
Em seus últimos dias de vida, Paul retornou a Dorset e visitou vários lugares importantes. Paul Nash morreu em Boscombe, em Hampshire, enquanto dormia por insuficiência cardíaca derivada de um quadro de asma que teve durante toda a vida, em 11 de julho de 1946. Ele foi sepultado em 17 de julho na igreja St. Mary the Virgin, em Langley. Uma exibição póstuma em sua homenagem foi feita na Galeria Tate, em março de 1948, onde a rainha-mãe Elizabeth compareceu.

## Obras (em ordem alfabética)
- "A Howitzer Firing", de 1914 - 1918, Imperial War Museum
- "Dead Sea", entre 1940 - 1941, Tate Gallery
- "Equivalents for the megaliths", de 1935 Tate Gallery
- "Ruined Country"
- "Spring in the Trenches"
- "The Menin Road"
- "The Mule Track"
- "The Ypres Salient at Night", de1917 - 1918, Imperial War Museum
- "We Are Making a New World", de 1918 Imperial War Museum